# Педро Нареси
Педро Енрике Нареси Мачадо (на португалски: Pedro Henrique Naressi Machado) е бразилски професионален футболист, който играе като дефанзивен полузащитник, състезател на българския шампион ПФК „Лудогорец“ (Разград).